# Kastell Burladingen
Das Kastell Burladingen war ein römisches Grenzkastell des Alblimes. Es liegt mit dem zugehörigen Kastellvicus als Bodendenkmal in einem unbebauten Bereich westlich von Burladingen, einer Stadt im Zollernalbkreis in Baden-Württemberg.

## Lage

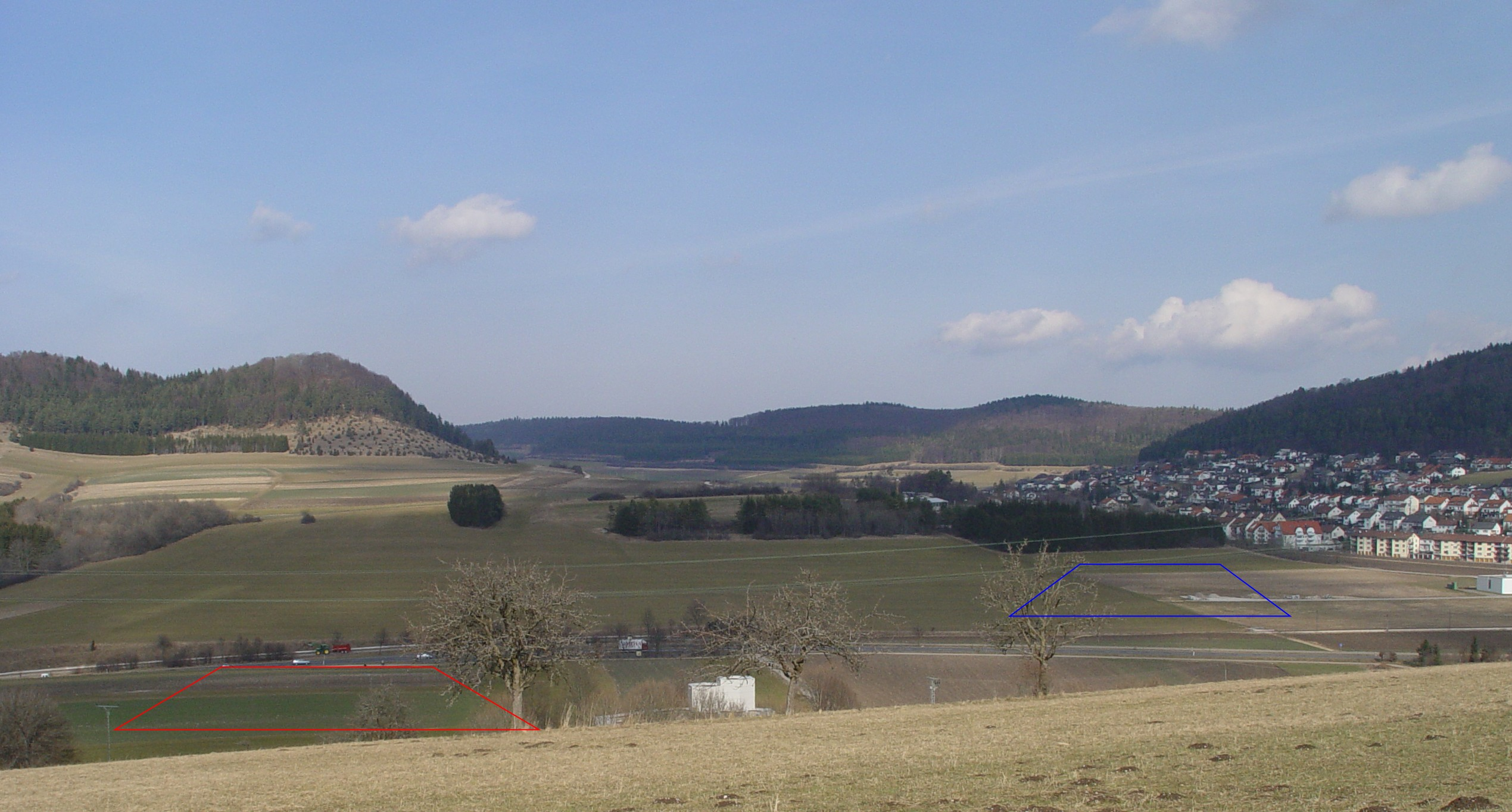
Ansicht von Süden auf den vom Kastell überwachten, von links nach rechts laufenden Albübergang (rot: Kastell; blau: Marschlager)

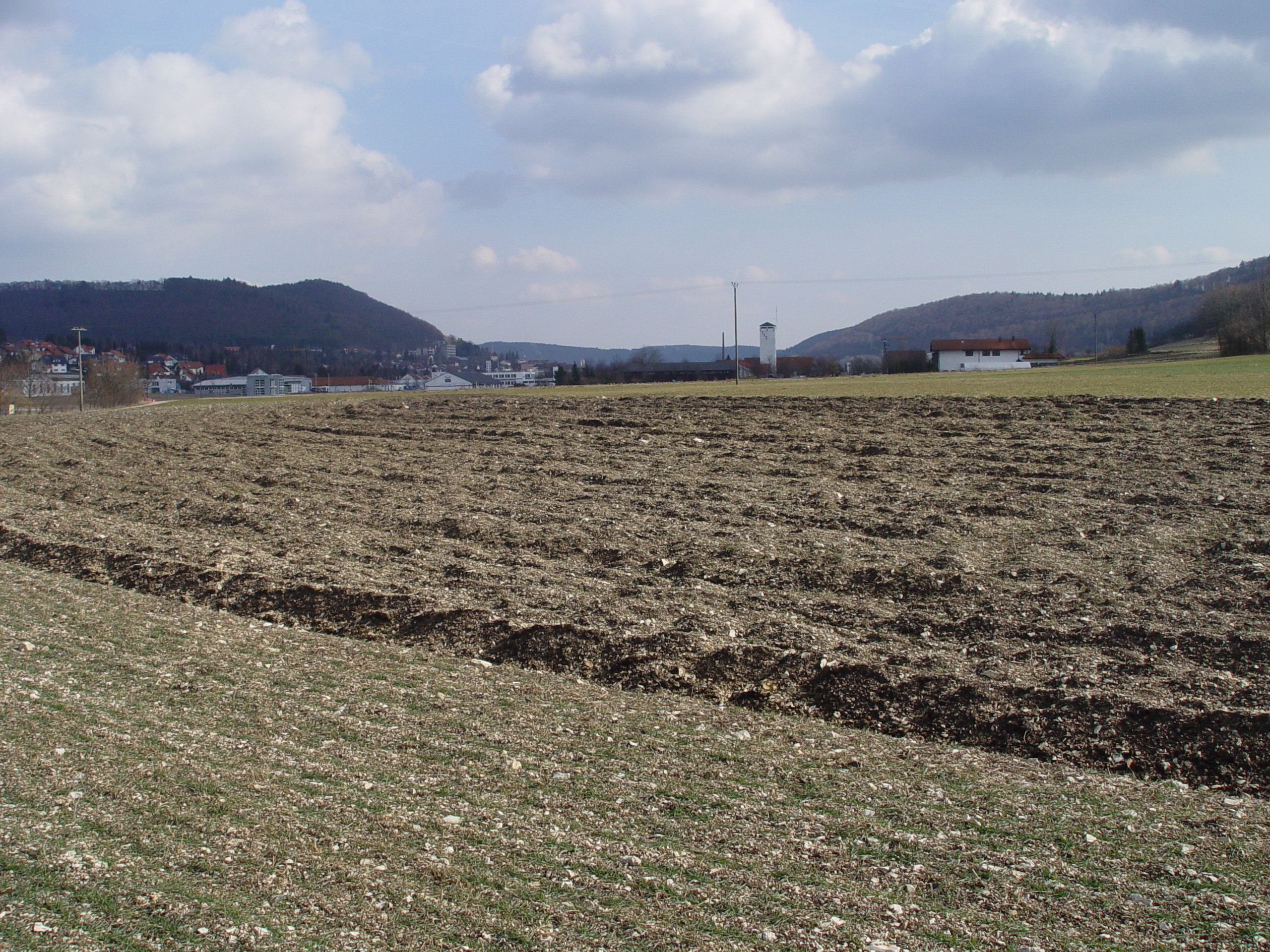
Das Kastellgelände von Westen gesehen, Standort ist der Westrand des Geländes, im Hintergrund Burladingen

Das Kastellareal befindet sich etwa zwei Kilometer westlich des Burladinger Ortszentrums unter den Äckern eines „Kleineschle“ genannten Nordhangs unmittelbar südlich der heutigen Bundesstraße 32.
In römischer Zeit lag das Militärlager hier in verkehrsgeographisch und strategisch günstiger Position und wahrscheinlich in unmittelbarer Nähe der heute in ihrem Verlauf nicht mehr präzise nachzuvollziehenden Grenze zwischen den römischen Provinzen Raetia, zu der es selbst gehörte, und Germania superior.
Das Kastell Burladingen war Bestandteil des Alblimes, einer römischen Grenzlinie des späten 1. Jahrhunderts n. Chr., die sich über eine Länge von knapp 135 Kilometern von Arae Flaviae (Rottweil) im Südwesten bis Aquileia (Heidenheim an der Brenz) im Nordosten auf der Schwäbischen Alb erstreckte. Zusammen mit den weiteren Lagern dieser Kastellkette (Kastell Lautlingen, Kastell Gomadingen, Kastell Urspring, Kastell Heidenheim, Kastell Oberdorf) bildete die Garnison von Burladingen hier für etwa zwei Jahrzehnte die Nordgrenze der Provinz Raetien, nachdem der Limes in diesem Bereich von der älteren Donaulinie auf die Schwäbische Alb vorgeschoben worden war. Wie fast alle Kastelle des Alblimes befand sich auch die Fortifikation von Burladingen auf einer Wasserscheide, die hier zwischen der Starzel (Flusssystem Rhein) und der Fehla (Flusssystem Donau) verläuft.
Im Dezember 2006 wurde ein Marschlager in unmittelbarer Nähe zum Kastell gefunden. Es liegt in ebenem Gelände nördlich der B 32, im Gewann „Schlichte“.

## Forschungsgeschichte
Bereits 1893/94 waren römische Siedlungsreste durch den Sigmaringer Archivdirektor Karl Theodor Ziegler entdeckt worden, der archäologische Nachweis des Kastells gelang jedoch erst Gerhard Bersu durch zwei Ausgrabungen 1912 und 1914.
Weiter Untersuchungen durch das Landesdenkmalamt Baden-Württemberg erfolgten 1974 und dann verstärkt in den 1980er und 1990er Jahren. In den Jahren 1984/85 zeigten sich auf Luftbildaufnahmen die Ost-, Sü- und Westmauer des Kastells. In der Südmauer wurde eine Toranlage sichtbar. Spuren einer älteren Doppelpfostenreihe entlang der Süd- und Ostmauer waren deutlich erkennbar. Das Stabsgebäude (principia) in der Mitte zeichnete sich nur leicht ab. Die zum Teil durch Baumaßnahmen bedingt als Not- und Rettungsgrabung stattfindenden Arbeiten sind bis heute nicht abgeschlossen und führten bisher unter anderem zur Bauphasendifferenzierung innerhalb des Lagers sowie zur Aufdeckung einer Benefiziarierstation.
Bei einer geophysikalischen Prospektion im Auftrag des Regierungspräsidiums Tübingen (Archäologische Denkmalpflege) wurde im Dezember 2006 ein unbekanntes römisches Marschlager entdeckt.

## Kastell

### Befunde und Geschichte
Bislang konnten eine Holzbau- und eine Steinbauphase differenziert werden. Das Holzkastell entstand in flavischer Zeit vermutlich um das Jahr 80 n. Chr. (zur Datierungsdiskussion siehe weiter unten: Datierungsproblematik), hatte einen quadratischen Umriss von 137 Metern Seitenlänge und nahm somit eine Fläche von knapp 1,9 Hektar ein. Umgeben war es von zwei Spitzgräben. Die Wehrmauer selbst bestand aus einer Holz-Erde-Konstruktion. Jeweils zwei Flankentürme an den vier Toren konnten nachgewiesen werden, nicht hingegen die Existenz von Eck- und Zwischentürmen.
Um das Jahr 90 wurde das Kastell teilweise in Stein ausgebaut und geringfügig auf eine Seitenlänge von 140 Metern, entsprechend 1,96 Hektar, vergrößert. Hierbei wurde der Doppelgraben durch einen einfachen Graben ersetzt. Von den Innenbauten sind die Principia (Stabsgebäude) und einige Mannschaftsbaracken, die bereits in der Holzbauphase bestanden und keinen Steinausbau erfuhren, eindeutig identifiziert worden. Weitere Gebäude wurden angeschnitten, können aber nicht mit Sicherheit bestimmten Funktionen zugewiesen werden. Aufgrund des Vergleiches mit Kastellen gleichen Bautyps und gleicher Zeitstellung können bei den unsicheren Befunden aber das Praetorium (Kommandantenwohnhaus) sowie – mit Abstrichen – ein Horreum (Getreidespeicher) und das Valetudinarium (Lazarett) als möglich angenommen werden.
Das Kastell war mit seiner Prätorialfront nach Nordwesten hin ausgerichtet, wo auch heute noch eine Straßen- und eine Bahntrasse die natürliche Senke als Pass nutzen. Die Überwachung dieses Passes sowie der sich im Vicusbereich kreuzenden Straßenverbindungen dürfte zu den Obliegenheiten der Besatzung gehört haben. Hier zweigte von der über den Pass führenden, vom Kastell Sulz über Lautlingen hierhin und weiter über das Kastell Gomadingen letztlich bis Oberdorf/Ipf verlaufenden Alblimesstraße eine Verbindung nach Süden zum Kastell Ennetach ab. Eine weitere Verbindung durch das Killertal zur Arae Flaviae (Rottweil) gilt als wahrscheinlich, konnte aber bislang ebenso wenig archäologisch nachgewiesen werden wie ein möglicher Limesübergang.
Aufgrund der Größe des Kastells kann eine Kohorte, eine Infanterieeinheit von rund 500 Mann Stärke, als Besatzung angenommen werden. Weitere Einzelheiten über die Garnison sind nicht bekannt.
Sein Ende dürfte das Kastell ausweislich einer mächtigen Brandschicht in trajanischer Zeit gefunden haben, ob durch ein lokales Schadensfeuer oder ein historisches Ereignis, ist bislang ungeklärt.

### Datierungsproblematik
Die Diskussion zur genauen Datierung des Alblimes und seiner Kastelle ist derzeit noch nicht abgeschlossen. Es scheint gesichert, dass in vespasianischer Zeit, um 73/74 n. Chr., unter dem Statthalter der Provinz Raetien mit dem Ausbau des Alblimes begonnen wurde, es scheint ebenfalls gesichert, dass der Ausbau zu Beginn der domitianischen Offensive gegen die Chatten im Jahre 83 n. Chr. noch nicht beendet war. Insgesamt muss also davon ausgegangen werden, dass sich der Ausbau der gesamten Strecke möglicherweise über mehrere Jahre, nämlich den Zeitraum zwischen 73 und 84 hinzog. Die zeitliche Zuweisung der einzelnen Kastelle gestaltet sich aufgrund fehlender Ausgrabungen und geringen Fundaufkommens recht schwierig.
Wie der Anfang, so ist auch das Ende des Alblimes nicht völlig geklärt. Ein Teil der Kastelle wird sicherlich unmittelbar im Anschluss an den frühtrajanischen Ausbau des Neckar-Odenwald-Limes um 98 n. Chr. seine Funktion verloren haben, andere Kastelle mögen noch weiterhin als logistische Basis im Hinterland gedient haben. Im Allgemeinen wird für den westlichen Teil zwischen Rottweil und dem Kastell Donnstetten ein recht frühes Ende angenommen, während die weiter östlich gelegenen Lager noch bis weit in das erste Viertel des zweiten Jahrhunderts hinein existiert haben sollen. Das von Gerhard Bersu mit 110 n. Chr. angenommene Ende des Kastells Burladingen ist bislang weder schlagend bewiesen noch widerlegt.

## Marschlager
Nördlich des römischen Kastells aus dem 1. Jahrhundert wurde im Dezember 2006 eine weitere Anlage entdeckt. Der erste Befund weist auf ein Marschlager hin, das vermutlich nach der Fertigstellung des eigentlichen Kastells aufgegeben wurde.
Das Marschlager weist eine nahezu quadratische Grabenanlage mit Seitenlängen von rund 160 Metern auf. Auf jeder Seite war der etwa zwei Meter breite Graben auf einer Länge von neun Metern unterbrochen, hier standen vermutlich die Kastelltore, die durch ein vorgelegtes, 8,5 m langes Grabenstück zusätzlich geschützt waren. Die Innenbebauung des Marschlagers ist noch unbekannt, Steinbauten befanden sich jedoch nicht auf dem Gelände.
Bei dem neu entdeckten Kastell handelt es sich allem Anschein nach um ein mit Wall, Palisaden und Wehrgraben befestigtes Marschlager, in dem Soldaten untergebracht waren, die das reguläre, unmittelbar südlich des Marschlagers gelegenes Kastell errichtet haben.

## Lagerdorf
Wie an den meisten römischen Garnisonsstandorten entwickelte sich auch in Burladingen ein Lagerdorf (Vicus), in dem sich zunächst die Angehörigen der Soldaten, sowie Händler, Handwerker und Gastwirte niederließen. Der Beginn des Burladinger Vicus erfolgte unmittelbar nach der Errichtung des Kastells, um das Jahr 80. Er entwickelte sich hauptsächlich östlich des Lagers längs der Ausfallstraße nach Gomadingen, wo seine Ausdehnung auf einer Länge von 750 m nachgewiesen werden konnte.
Der Burladinger Vicus weist insgesamt vier Bauphasen auf, drei Holzbauphasen und eine Steinbauphase. Die drei Holzbauphasen sind aufgrund des geringen Fundaufkommens zeitlich nicht präzise voneinander abzugrenzen, die Steinbauphase kann für die Mitte des 2. Jahrhunderts angenommen werden. Die Bebauung bestand größtenteils aus Streifenhäusern, die sich mit ihren Giebeln und Portiken zur Straße hin orientierten.
Am östlichen Rande des Vicus konnte ein Töpfereibetrieb nachgewiesen werden, des Weiteren zwei größere Steinbauten unbestimmter Funktion, die möglicherweise kultischen Zwecken gedient haben könnten. Am südlichen Rand des Lagerdorfes befand sich eine Villa rustica mit mindestens zwei Steingebäuden.
Der Burladinger Vicus überdauerte das Ende des Kastells und dürfte bis in Zeit der innen- und außenpolitischen sowie wirtschaftlichen Krise des Imperiums um die Mitte des 3. Jahrhunderts, längstens bis in die Zeit des sogenannten Limesfalls 259/260 bestanden haben.
Die ursprünglich als Grabungsschutzfläche ausgewiesene Siedlung wurde von der Stadtverwaltung Burladingen nach Verhandlungen mit dem Tübinger Regierungspräsidium im Frühjahr 2012 in ein Gewerbegebiet umgewandelt. Der Vicus wird damit einer westlichen Erweiterung des Gewerbegebiets Kleineschle weichen.

## Benefiziarierstation und Mansio
Nur rund 200 m westlich des Kastells konnte 1983 durch Luftbildprospektion eine Benefiziarierstation nachgewiesen und 1984 archäologisch untersucht werden. Die Benefiziarier waren eine Art Straßenpolizei mit Zollbefugnissen. Das Gebäude von Burladingen weist mehrere Bauphasen auf und besaß in seinem letzten Bauzustand eine Fläche von rund 600 m². Es war teilweise mit einer Hypokaustanlage ausgestattet und dürfte neben seiner Funktion als Polizeistation auch als Rasthaus und Pferdewechselstation (Mansio) gedient haben. Ausweislich des recht geringen Fundmaterials dürfte die Station von etwa 80 bis 260 n. Chr. bestanden haben.

## Denkmalschutz
Das Bodendenkmal Kastell Burladingen ist geschützt als eingetragenes Kulturdenkmal im Sinne des Denkmalschutzgesetzes des Landes Baden-Württemberg (DSchG). Nachforschungen und gezieltes Sammeln von Funden sind genehmigungspflichtig, Zufallsfunde an die Denkmalbehörden zu melden.